# Шиванандан, Бодхана
Шиванандан Бодхана (род. 7 марта 2015[…]) — английская шахматистка тамильского происхождения, мастер ФИДЕ среди женщин (2023). Вундеркинд, участница олимпиады 2024 в составе женской сборной Англии.
Бодхана является самой молодой участницей, представляющей сборную Англии на международном спортивном соревновании.

## Биография
Бодхана начала играть в шахматы во время пандемии коронавируса. Девочка случайно нашла доску и фигуры в сумке, подаренной её отцу, после чего начала заниматься шахматами.
В 2023 году Бодхана стала послом Chesskid на шахматном сайте Chess.com.
Бодхана тренируется около часа каждый день после школы с помощью наставников и тренеров международного уровня из Федерации шахмат Англии.
В настоящее время шахматистка учится в начальной школе Святого Джона Фишера в Харроу.

## Карьера

### 2022 год
На чемпионате Европы среди школьниц до 7 лет Бодхана заняла первое место с результатом 7 очков из 7.
На чемпионате мира среди школьниц до 8 лет, который проходил в городе Батуми (Грузия), Бодхана поделила первое место, по дополнительным показателям оставшись второй с результатом 9,5 из 11.
На чемпионате Англии среди женщин по блицу Бодхана заняла второе место после женского гроссмейстера Эльмиры Мирзоевой.

### 2023 год
На чемпионате мира среди школьниц до 8 лет, который проходил в городе Шарм-эш-Шейх (Египет), Бодхана заняла чистое первое место с результатом 11 очков из 11.
На проходившем в 2023 году открытом чемпионате Европы по блицу Бодхана заняла первое место среди женщин (73 место среди 555 участников), показав результат 8,5 из 13 очков. Выполнив рейтинг-перформанс 2316 пунктов, она опередила 8 гроссмейстеров.

### 2024 год
Шиванандан — одна из пяти игроков, отобранных в женскую сборную Англии на шахматной олимпиаде 2024 года, которая прошла в Будапеште (Венгрия) с 10 по 23 сентября.

## Рекорды
- Стала самой молодой спортсменкой, выполнившей норму международного мастера среди женщин в возрасте 9 лет[17][18].
- Стала самой высокорейтинговой шахматисткой в возрасте до 8 лет[19].